# Timocharis (Mondkrater)
Der Mondkrater Timocharis ist ein Einschlagkrater auf dem Mond, der sich im Mare Imbrium befindet. Im Westen liegt der Lambertkrater, der eine ähnliche Größe wie Timocharis aufweist. Der Krater ist nach dem hellenistischen Astronomen Timocharis von Alexandria benannt.
| Buchstabe | Position           | Durchmesser | Link |
| --------- | ------------------ | ----------- | ---- |
| B         | 27,88° N, 12,18° W | 5 km        |      |
| C         | 24,8° N, 14,22° W  | 3 km        |      |
| D         | 23,89° N, 15,2° W  | 3 km        |      |
| E         | 24,63° N, 17,15° W | 4 km        |      |
| H         | 23,63° N, 16,62° W | 2 km        |      |

Die folgenden Krater wurden von der Internationalen Astronomischen Union (IAU) umbenannt.
- Timocharis A – siehe. Heinrich Krater.
- Timocharis F – siehe. Landsteiner Krater.
- Timocharis K – siehe. Pupin Krater.